# Веллі (округ, Монтана)
Шаблон:StateAbbr_ 48°22′ пн. ш. 106°40′ зх. д. / 48.36° пн. ш. 106.66° зх. д.
Округ  Веллі (англ. Valley County) — округ (графство) у штаті Монтана, США. Ідентифікатор округу 30037.

## Історія
Округ утворений 1893 року.

## Демографія
За даними перепису 
2000 року 
загальне населення округу становило 1042 осіб, усе сільське.
Серед мешканців округу чоловіків було 539, а жінок — 503. В окрузі було 365 домогосподарств, 263 родин, які мешкали в 450
05000US30105 будинках.
Середній розмір родини становив 2,85.
Віковий розподіл населення поданий у таблиці:
| Стать    | До 15 років | 15-21 | 22-29 | 30-39 | 40-49 | 50-65 | 65-85 | Понад 85 |
| -------- | ----------- | ----- | ----- | ----- | ----- | ----- | ----- | -------- |
| Чоловіки | 125         | 52    | 24    | 57    | 97    | 97    | 80    | 7        |
| Жінки    | 104         | 41    | 30    | 63    | 83    | 97    | 79    | 6        |

## Суміжні округи
- Rural Municipality of Mankota No. 45[en], Канада — північ
- Rural Municipality of Waverley No. 44[en], Канада — північ
- Rural Municipality of Old Post No. 43[en], Канада — північ
- Рузвельт — схід
- Деніелс — схід
- Ґарфілд — південь
- Маккоун — південь
- Філліпс — захід

## Виноски
1. ↑  US Decennial Census. US Census Bureau. Архів оригіналу за 19 липня 2018. Процитовано 30 листопада 2014.
2. ↑  Historical Census Browser. University of Virginia Library. Архів оригіналу за 16 серпня 2012. Процитовано 30 листопада 2014.
3. ↑  Population of Counties by Decennial Census: 1900 to 1990. US Census Bureau. Архів оригіналу за 22 вересня 2018. Процитовано 30 листопада 2014.
4. ↑  Census 2000 PHC-T-4. Ranking Tables for Counties: 1990 and 2000 (PDF). US Census Bureau. Архів оригіналу (PDF) за 18 грудня 2014. Процитовано 30 листопада 2014.
5. ↑  State & County QuickFacts. US Census Bureau. Архів оригіналу за 22 липня 2011. Процитовано 16 вересня 2013.(англ.) Наведено за англійською вікіпедією.
6. ↑  American FactFinder. Бюро перепису населення США. Архів оригіналу за 26 лютого 2012. Процитовано 31 січня 2008.

| США | Це незавершена стаття з географії США. Ви можете допомогти проєкту, виправивши або дописавши її. |